# Governabilidade
Governabilidade é o conjunto de condições necessárias ao exercício do poder de governar. Compreende o regime político, a forma de governo, o sistema de governo, as relações entre os poderes, o sistema partidário e o equilíbrio entre as forças políticas de oposição e situação. É a capacidade política de decidir, possibilitando a realização de políticas públicas. Assim, governabilidade também diz respeito à eficiência do governo de implementar suas políticas através de articulação entre partidos que formam maioria na base aliada. Envolve o atendimento ou troca de interesses políticos, de forma que o Executivo consiga apoio parlamentar na aprovação de projetos legislativos, dando em contraprestação, nesse jogo de poder, ministérios e cargos para seus aliados.
Muitos autores apontam que haja, hoje em dia, a chamada crise de governabilidade. Segundo Samuel Huntington, essa crise se dá devido ao excesso de participação da sociedade democrática que desequilibra o sistema. Esse grande poder participativo dado pela democracia acaba por sobrecarregar o governo, fazendo que com que haja um deslegitimação da autoridade e um enfraquecimento das instituições. Segundo o mesmo autor, a saída dessa sobrecarga de demandas é o reforço e a criação de instituições, que possam recuperar a autoridade governamental.